# Camille Jedrzejewski
Camille Jedrzejewski, née le 25 avril 2002 à Compiègne, est une tireuse sportive française.

## Biographie
Native de Compiègne, Camille Jedrzejewski a des origines polonaises par son arrière-grand-père paternel qui était mineur dans les mines du Douaisis. Elle pratique initialement le pentathlon moderne (Club de Noyon) avant de s'orienter vers le tir sportif, une discipline où elle estime avoir davantage de potentiel pour atteindre son objectif de participer à des Jeux olympiques,,,,,. 

## Carrière sportive
Elle obtient la médaille d'argent en pistolet 25 mètres lors des championnats du monde juniors de tir 2021 de Lima.
En 2022, elle remporte tout d'abord une première victoire en Coupe du monde en pistolet 25 mètres à Rio de Janeiro. Aux Jeux méditerranéens, elle est médaillée d'argent au tir au pistolet à air comprimé 10 mètres en individuel ainsi que par équipe mixte avec Florian Fouquet. En décembre, elle participe à la President's Cup, une épreuve réunissant les douze meilleurs tireuses mondiales, dans les catégories de pistolet à 10 et à 25 mètres. Deuxième sur 25 mètres, elle s'impose à 10 mètres en finale contre Zorana Arunović. Elle atteint le troisième rang mondial en pistolet à 10 mètres durant cette année.
En mars 2023, elle est tout d'abord deuxième du championnat d'Europe en pistolet 10 mètres, dominée en finale par Anna Korakaki. Ce résultat attribue à la France un quota pour l'épreuve olympique de pistolet à 10 m air comprimé de 2024. Elle est ensuite médaillée de bronze en 10 mètres par équipe mixte avec Florian Fouquet.
Elle est médaillée d'argent au pistolet à 10 mètres en individuel et par équipes aux Jeux européens de 2023 à Cracovie,.
Le 3 août 2024, elle est médaillée d'argent au tir au pistolet à 25 mètres aux Jeux olympiques de Paris, l'épreuve se déroulant au Centre national de tir sportif à côté de Châteauroux.

## Carrière professionnelle
Étudiante en masso-kinésithérapie, elle fait partie de la police nationale en tant que « réserviste opérationnelle »,.

## Décorations
- Chevalier de l'ordre national du Mérite (2024)[16]